# Maison des cariatides (Quimper)
La maison des cariatides ou maison aux cariatides se trouve au 4 rue du Guéodet à Quimper. Elle fait partie des 72 maisons à pan de bois que conserve le vieux Quimper. Cette ancienne taverne de la fin du XVIe siècle abrite aujourd'hui encore un bar et un lieu de restauration.
Si cette maison est aujourd'hui considérée comme l'une des maisons les plus emblématiques du Quimper médiévale, c'est en particulier grâce aux sculptures ornementales que l'on peut apercevoir sur sa façade. Ce qui lui a notamment valu d'être classée monument historique, et ce, dès le 19 octobre 1928.

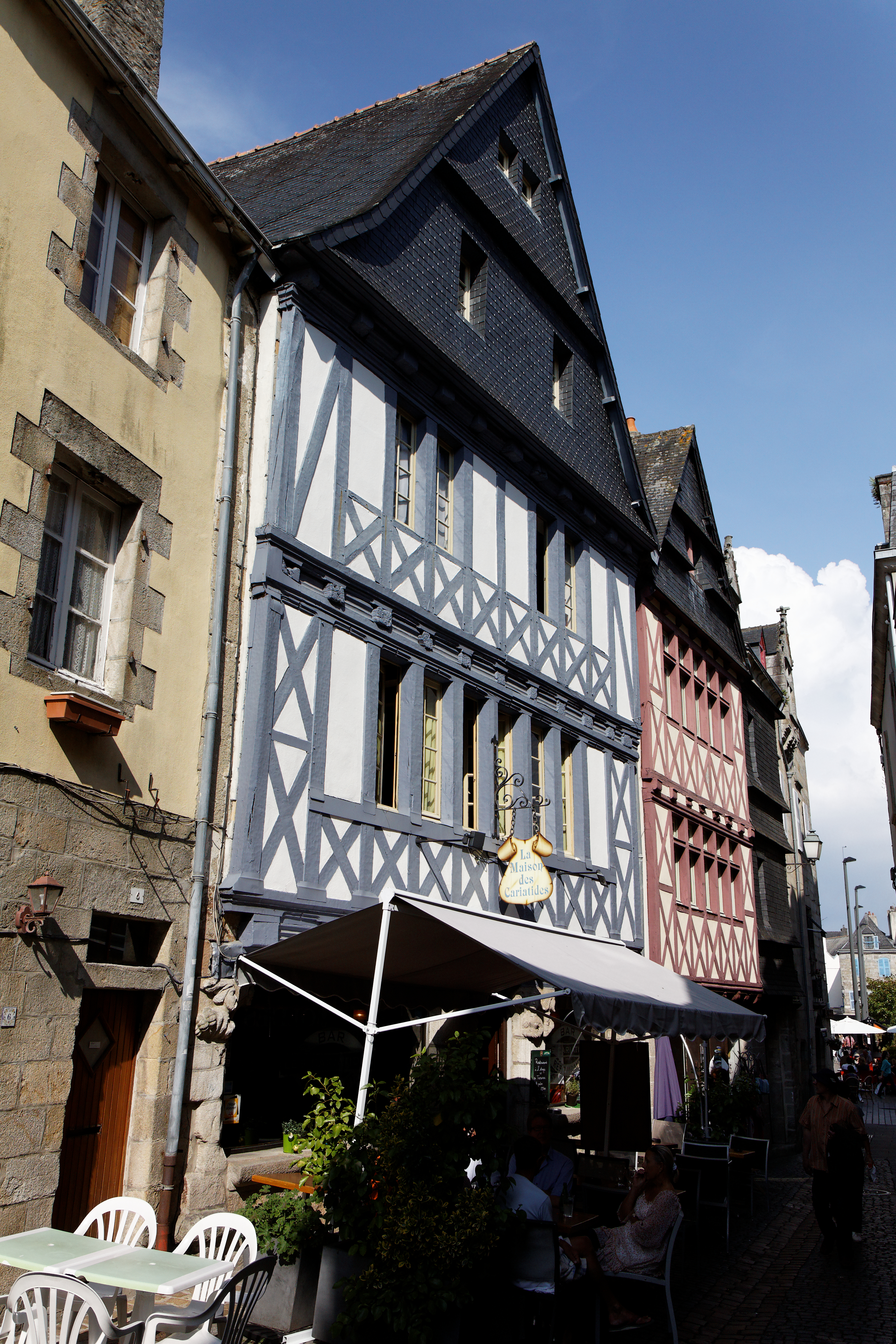
Façade de la Maison des Cariatides

## Historique
La maison des cariatides est construite durant la deuxième moitié, voire la fin du XVIe siècle. Dans les années 1920 ont lieu à Quimper des gros travaux de restauration et de mise en valeur des maisons à pans de bois. Cela permet à cet édifice d'être restauré : l'enduit qui cachait la façade en pans de bois est retiré, les charpentes visibles sont restaurées et repeintes.
C'est une ancienne taverne. Durant un temps, l'établissement était associé à deux taverniers, les époux Chevillard, très connus à Quimper durant la période de la ligue.
La maison des cariatides se nomme ainsi du fait de la présence de haut-reliefs sur les chapiteaux, représentant des sculptures de visages. Le terme cariatide vient du grec, et désigne des statues colonnes qui soutenaient les portillons des temples, dans un contexte architectural .

## Décor architectural
Ce qui fait la particularité et la renommée de la maison est son ornementation, à laquelle elle doit son nom. Cependant, ces haut-reliefs ne sont pas des cariatides. Ils sont constitués de six profils en médaillons représentant hommes et femmes en costumes d'époque .
« Costumés et coiffés dans le genre de la fin du XVIe siècle : pourpoints brodés et tailladés, manches à crevés et bouffantes, cols découpés en pointe, toc à plumets tapageurs, casque à couvre-nuque et turbans à plis abondants » . Jean Marie Abgrall 
Les costumes portés correspondent à la fin du XVIe siècle et permettent ainsi de dater la maison. Ce décor sculpté apparaît en contradiction avec l'époque ainsi que le style de la maison. Le bâtiment en pans de bois reste dans un héritage très médiéval, simple. Ce genre de sculpture se développe durant la Renaissance à la suite des découvertes archéologiques du monde antique. Cela fait référence aux mascarons et aux profils en médaillons de l'époque antique.
C'est donc un modèle très en vogue pour la bourgeoisie durant la Renaissance. Cependant, ce type de modèle tend à disparaitre au XVIIe siècle. La maison des cariatides, qui date de la fin du XVIe siècle, montre un exemple tardif de sculptures en médaillons.

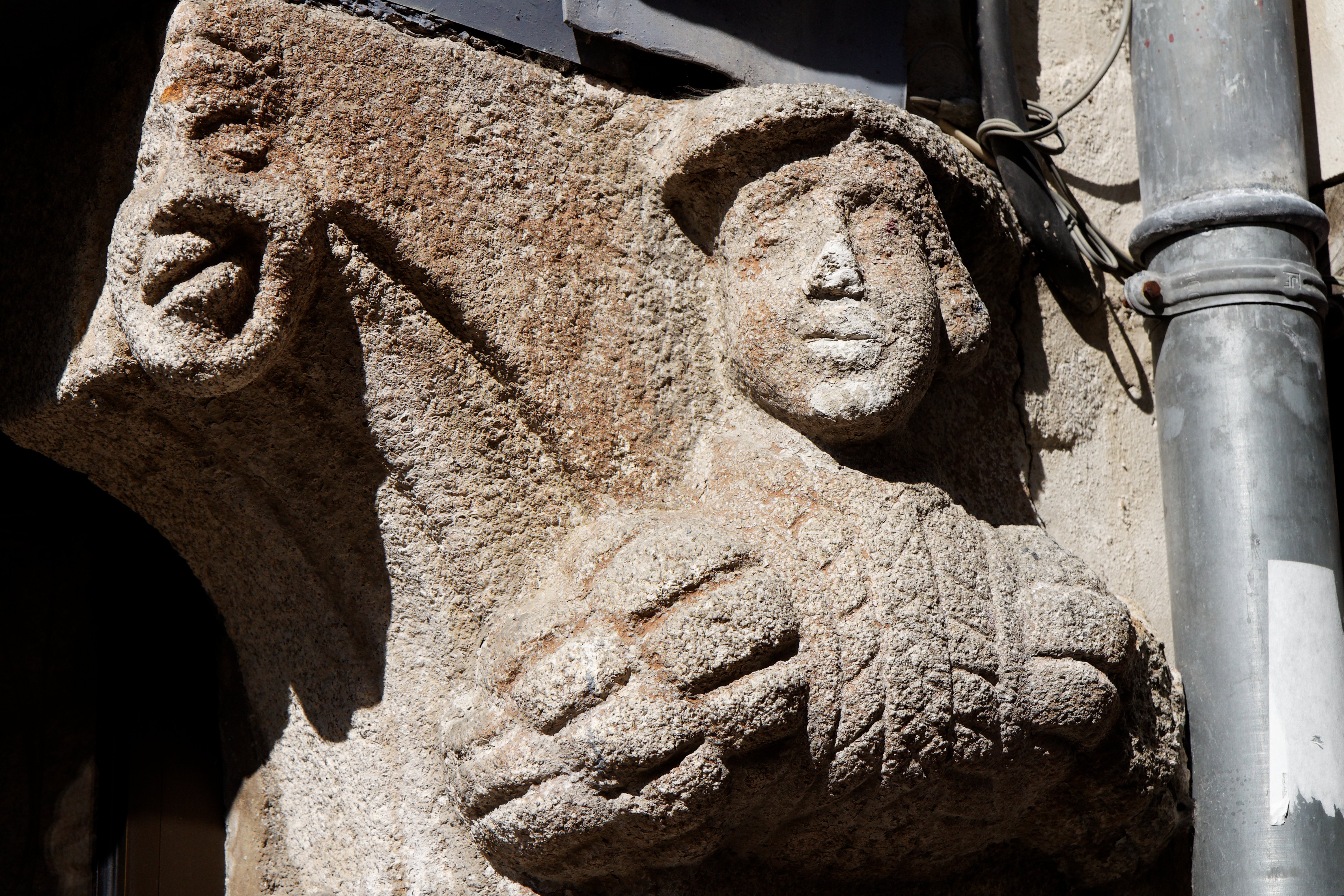
Tête en médaillon
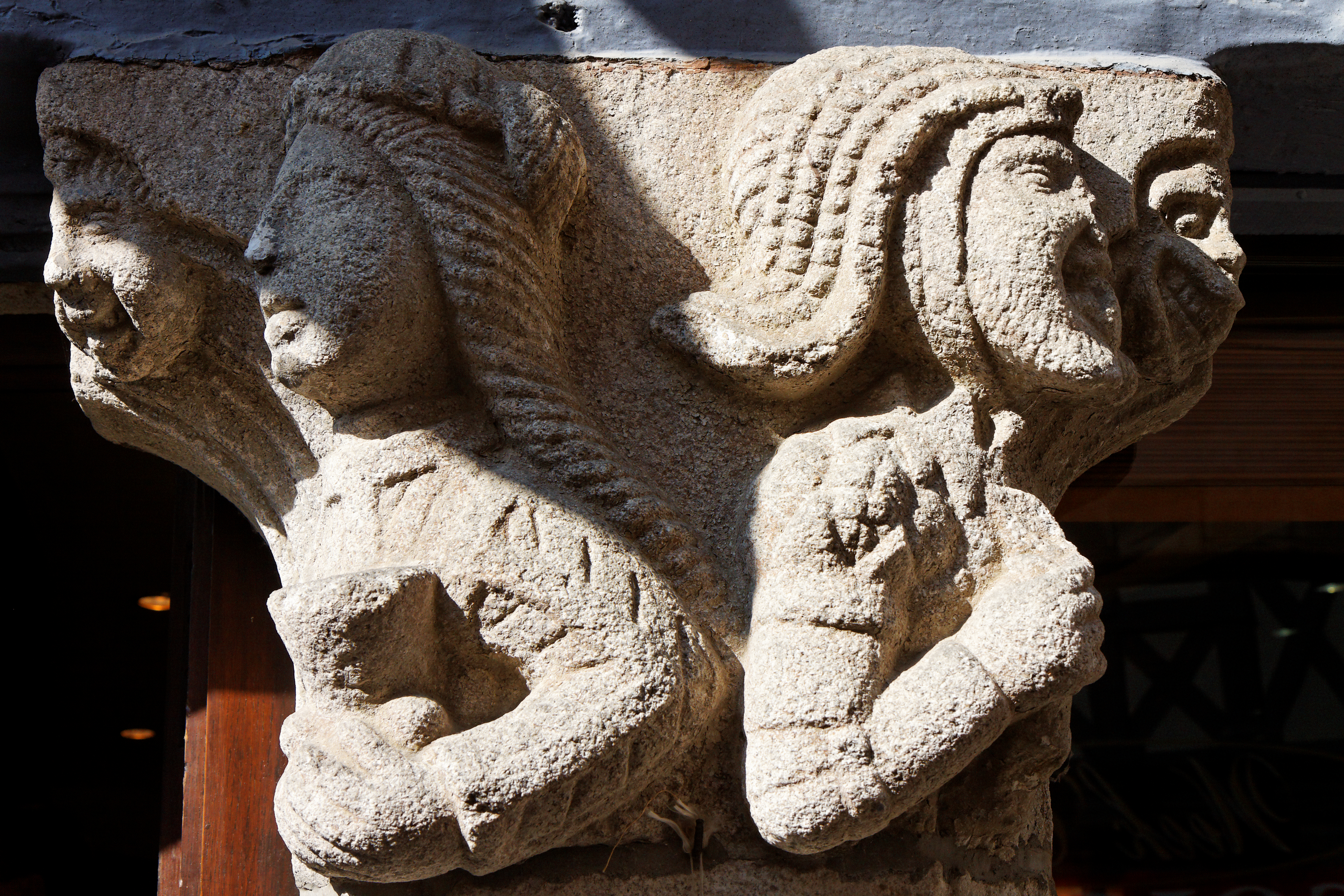
Profils en médaillon
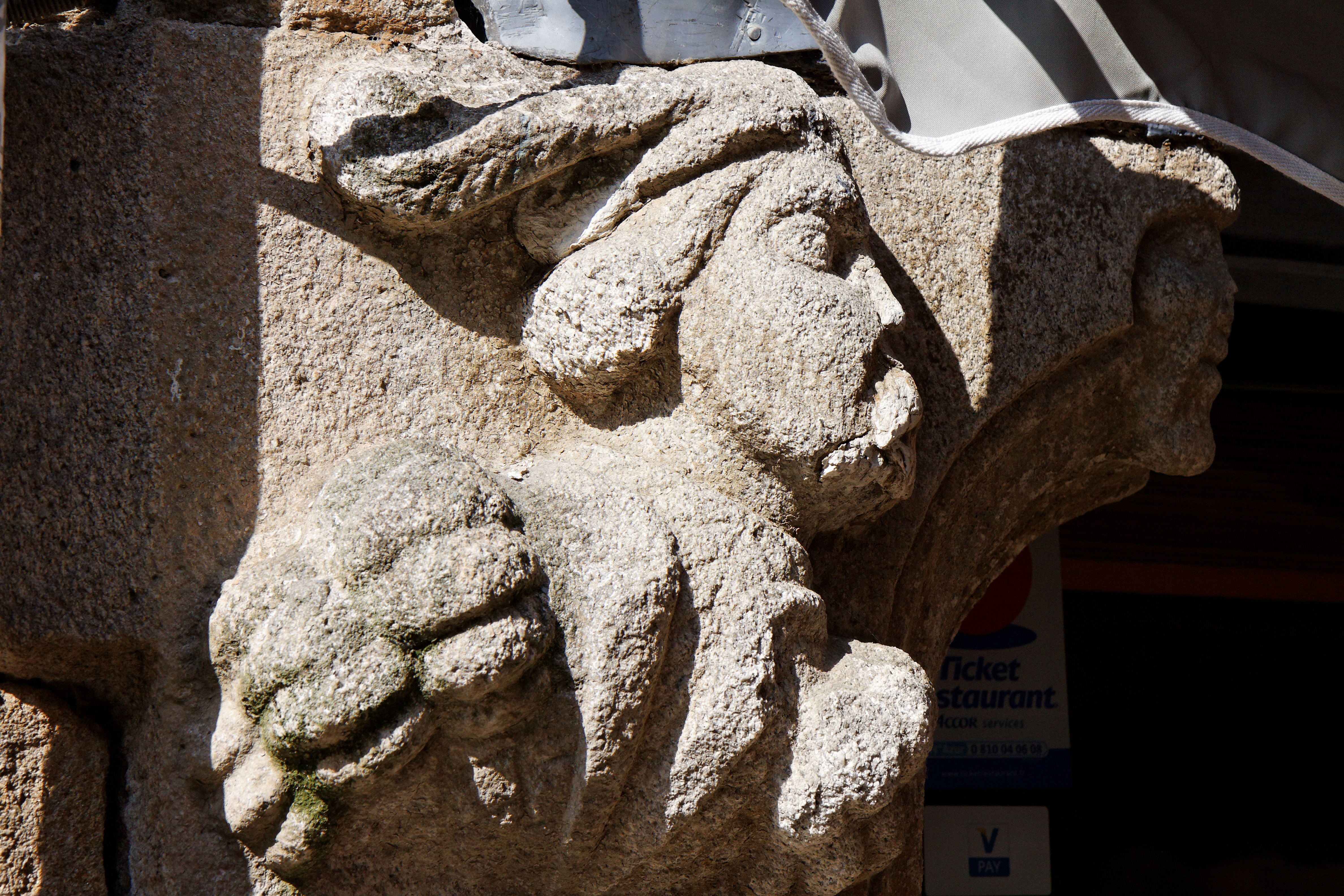
Tête en médaillon

## Architecture
Le bâtiment en pans de bois reste dans un style médiéval où seuls l'encorbellement et les  hauts-reliefs apportent du décor et marquent la période.
La charpente avec ses croix de saint André et la façade en pignon sur rue avec ses encorbellements reste assez simple et loin des décors plus riches et du style de la première moitié du XVIe siècle. Cependant, l'encorbellement tend à diminuer au cours de la Renaissance par rapport aux périodes précédentes. Ici, il devient presque plus de l'ordre du décor architectural que de l'ordre de la structure architecturale du bâtiment, l'encrant tout de même, avec ses sculptures en médaillon, dans le XVIe siècle.
Comme beaucoup de maisons à pan de bois de la période, les édifices peuvent facilement atteindre des hauteurs assez importantes et plusieurs niveaux habitables. Pour la maison des Cariatides, on retrouve deux étages habitables et deux autres en sous-pentes. 
Outre ses sculptures, la maison des cariatides a une apparence très simplifiée pour le XVIe siècle.